# Bezár a bazár!
A Bezár a bazár! 2018 április 9-én indult vetélkedő ötvözi a klasszikus kvízjátékot és az ügyességi feladatokra épülő műsorokat.

## A műsor menete
Ha a játékospárok jól válaszolnak a kvízkérdésekre, értékes másodperceket kapnak, hogy aztán az elnyert idő alatt minél több nyereményt szerezzenek a bazárból. A játékosoknak egy adásban kilenc fordulón kell túljutniuk. Egyikük - a kvízkirály - kilenc kvízkérdésre próbál helyesen válaszolni, ha ez sikerül, azzal időt nyer, amit a másik játékos - a nyereményvadász - használ fel arra, hogy a bazárból minél több értékes nyereményt szabadítson ki, mielőtt bezárul a bazár ajtaja. Ezen felül van egy tizedik, az úgynevezett "Mindent vagy semmit" kérdés: ha erre is jól válaszolnak, akkor a bazárban lévő összes nyereménytárgy a párosé lesz. A tíz kérdés alatt pedig három segítséget is felhasználhatnak a versenyzők. Az egyik a kérdéscsere: ilyenkor megmaradnak a válaszok, csak a kérdést cserélik ki. A másik a helycsere, a harmadik pedig a majom segítsége a bazárban.

## Évadok
| Évad | Évad | Részek száma | Részek száma | Eredeti sugárzás     | Eredeti sugárzás   | Eredeti adó |
| Évad | Évad | Részek száma | Részek száma | Évadbemutató         | Évadzáró           | Eredeti adó |
| ---- | ---- | ------------ | ------------ | -------------------- | ------------------ | ----------- |
|      | 1.   | 45           | 45           | 2018. április 9.     | 2018. június 8.    |             |
|      | 2.   | 44           | 44           | 2019. április 23.    | 2019. június 21.   |             |
|      | 3.   | 45           | 45           | 2020. szeptember 14. | 2020. november 20. |             |